# Kizuna no Allele
Kizuna no Allele (絆のアリル) es una serie anime de televisión original, basada en la v-tuber Kizuna AI. La producción es realizada por la colaboración de Wit Studio y Signal.MD.
La primera temporada se emitió de abril a junio de 2023 y la segunda temporada se emitió de octubre a diciembre de 2023.

## Sinopsis
Tras la desaparición de la idol virtual Kizuna Ai, la academia ADEN entrena a diferentes chicas para que puedan ser futuras estrellas en el mundo virtual.

## Personajes
Miracle
 Seiyū: Ayumi Hinohara
Quan
 Seiyū: Rina Kawaguchi
Chris
 Seiyū: Hikari Kodama
Noelle
 Seiyū: Yuka Nukui
Riz
 Seiyū: Arisa Hanawa
Kizuna AI
 Seiyū: Kizuna AI
Niska
 Seiyū: Yūri Matsuoka
Jessie
 Seiyū: Randhi
Ellie
 Seiyū: Haruka Yoshiki
Sarah
 Seiyū: Hina Natsume
Halle
 Seiyū: Hinaki Yano
Jua
 Seiyū: Nozomi Nagumo
Thea
 Seiyū: Tsukino
Ximena
 Seiyū: Ruri Arai
Zoe
 Seiyū: Nao Furuhata
Sofía
 Seiyū: Yūna Kitahara

## Producción y lanzamiento
En febrero de 2022, Kizuna AI anunció que se estaba produciendo un proyecto de anime. Más tarde se confirmó que el proyecto de anime era una serie de televisión titulada "Kizuna no Allele" que se estrenó el 4 de abril de 2023 en TV Tokyo y otras redes. La serie es producida por Wit Studio y Signal.MD y dirigida por Kenichiro Komaya, con Deko Akao escribiendo los guiones, Shiori Asaka y Niina Morita diseñando los personajes y actuando como directores jefe de animación junto a Mizuki Takahashi, y Go Sakabe componiendo la música. Crunchyroll obtuvo la licencia de la serie en América del Norte, Oceanía y territorios europeos seleccionados. Jonu Media obtuvo la licencia de la serie en España.
Una segunda temporada se estrenó en octubre de 2023, con 12 episodios.